# Sparganothis pulcherrimana
The Aproned Sparganothis or Beautiful Sparganothis (Sparganothis pulcherrimana) là một loài bướm đêm thuộc họ Tortricidae. Nó được tìm thấy ở miền đông Hoa Kỳ và Ontario (Florida to Texas, phía bắc đến at least Iowa và Ontario). The distribution is not well documented due to historical confusion with Sparganothis niveana.
Sải cánh dài 15–16 mm. Con trưởng thành bay từ tháng 4 đến tháng 6.